# Dusa McDuff
Margaret Dusa Waddington, conocida como Dusa McDuff (Londres, 18 de octubre de 1945), es una matemática británica que trabaja en geometría simpléctica. Fue la ganadora del primer Premio Satter en 1991, y es también miembro de la Royal Society. 

## Educación y primeros años
Su padre fue el biólogo Conrad Hal Waddington y su madre la arquitecta escocesa Margaret Justin Blanco White, segunda esposa de Waddington e hija, a su vez, de la destacada feminista y escritora Amber Reeves. La hermana de McDuff es la antropóloga Caroline Humphrey, y tiene un hermanastro mayor, C. Jake Waddington del primer matrimonio de su padre.

Aunque nació en Londres, McDuff creció en Escocia, donde su padre fue catedrático de Genética en la Universidad de Edimburgo. Se educó en la escuela femenina St. George en Edimburgo y, a pesar de que el estándar era más bajo que en las escuelas masculina, The Edinburg Academy, McDuff tuvo un profesor de matemáticas excepcional. Escribió sobre su vocación: 
Siempre quise ser matemática (si exceptuamos cuando con once años quise ser mujer de granjero), y supuse que tendría que hacer una carrera, pero no tenía ni idea de cómo llegar a serlo: no me di cuenta de que las elecciones que una hace acerca de su educación fueran importantes y no tenía idea de que podría experimentar dificultades y conflictos reales en reconciliar las exigencias de una carrera con mi vida como mujer.
Renunció a una beca en la Universidad de Cambridge para quedarse con su novio en Escocia, y se matriculó en la Universidad de Edimburgo. Obtuvo la licenciatura en 1967 y se matriculó finalmente en el doctorado en el Girton College en Cambridge. Aquí, bajo la tutoría del matemático George A. Reid, McDuff trabajó en problemas de análisis funcional. Solucionó un problema sobre el álgebra de von Neumann , construyendo infinitamente muchos factores diferentes de tipo II1, y publicó el trabajo en los Anales de Matemáticas. Después de completar el doctorado en 1971, McDuff obtuvo una beca posdoctoral de dos años en el Science Research Council en Cambridge. Siguiendo a su marido, el traductor literario David McDuff, Dusa McDuff partió para una visita de seis meses a Moscú. Su marido estudiaba el poeta simbolista ruso Innokenty Annensky y Dusa no llevaba ningún plan concreto, pero su visita resultó de gran provecho desde el punto de vista de su formación matemática. Allí, en Moscú, conoció a Israel Gelfand quien le dio una apreciación más profunda de las matemáticas. McDuff escribió más tarde: 
[Mi colaboración con él]... no fue planificada: ocurrió que fue el único nombre que vino a mi mente cuando tuve que rellenar un impreso en la oficina Inotdel. Lo primero que Gel'fand me dijo fue que era mucho más interesante de hecho lo que mi marido estaba estudiando, el poeta simbolista ruso Innokenty Annensky que lo que yo había descubierto en los factores de tipo II1, pero entonces procedió a abrir mis ojos al mundo de matemáticas. Fue una formación maravillosa, en la que la lectura de Pushkin, Mozart y Salieri jugaron un papel tan importante como  aprender sobre los grupos de Lie o leyendo a Cartan y Eilenberg. Gel'fand me asombraba hablando de las matemáticas como si fueran poesía . Él una vez me dijo sobre un largo artículo erizado de fórmulas que contenía vagamente los principios de una idea de la que él solo había conseguido dar una idea y sobre la que nunca hubiera conseguido exponerla de forma más clara. A fuerza de ser sinceros, siempre había pensado de las matemáticas: una fórmula es una fórmula, y un álgebra es un álgebra, ¡pero Gel'fand encontró erizos con tan solo mirar en las secuencias espectrales!
Al regresar a Cambridge, McDuff empezó a asistir a las clases de topología de Frank Adams y enseguida obtuvo una invitación para enseñar en la Universidad de York. Por entonces, en 1975 se separó de su primer marido. En York, "básicamente realizó un segundo doctorado" mientras trabajaba con Graeme Segal. En este tiempo se abrió para ella un puesto, reservado para mujeres matemáticas visitantes, en el MIT. Su carrera como matemática empezó a fortificarse después de su estancia en el MIT y muy pronto fue  aceptada en el Instituto para Estudios Avanzados donde trabajó con Segal en el teorema de compleción de Atiyah-Segal. Se volvió entonces a Inglaterra donde le dieron un puesto en la Universidad de Warwick.
Conoció entonces al matemático John Milnor que por entonces tenía su puesto en la Universidad de Princenton. Para vivir más cerca de él aceptó un puesto de ayudante en la Stony Brook University. Entonces, como matemático independiente, empezó a trabajar en la relación entre difeomorfismos y el espacio de clasificación para foliaciones. Desde entonces ha seguido trabajando en la topología simpléctica. En la primavera de 1985, McDuff asistió al Institut des Hautes Études Scientifiques en París para estudiar el trabajo de Mikhael Gromov sobre métodos elípticos. Desde el 2007, ha ostentado la cátedra Helen Lyttle Kimmel en la Universidad Barnard.
McDuff está casada con el medallista Fileds, ganador del Wolf Prize y laureado Abel Prize John Milnor, un matemático de la Stony Brook University.

## Trabajo e investigación
En los últimos 30 años, McDuff ha contribuido al  desarrollo del campo de la geometría y topología simpléctica. Proporcionó el primer ejemplo de formas simplécticas en un colector cerrado, cohomólogo pero no difeomórfico, y también clasificó los cuatro colectores simplécticos racionales y reglados, labor que completó Francois Lalonde. Más recientemente, en parte en colaboración con Susan Tolman, ha estudiado aplicaciones de métodos de topología simpléctica  a la teoría de las acciones sobre los torus de Hamilton. También ha trabajado en capacidades embebidas en elipsoides simplécticas cuatridimensionales con Felix Schlenk, al que propuso algunas interesantes cuestiones sobre la teoría de los números. También señaló una conexión entre la combinatoria de las curvas J-holomórficas en el despegue del plano proyectado y los números que aparecen como índices en la homología embebida de contacto. Con Katrin Wehrheim, ha desafiado el rigor fundacional de una prueba clásica en la geometría simpléctica.
Con DietmarSalmón realizó dos libros de texto: Introduction to Symplectic Topology y J-Holomorphic Curves and Symplectic Topology.

## Reconocimientos
McDuff obtuvo el primer Premio Satter en 1991 por su trabajo en geometría simpléctica; es fellow de la Royal Society (1994), Noether Lecturer (1998) y miembro de la Academia Nacional de Ciencias de Estados Unidos (1999). Fue conferenciante plenaria en 1998 en el Congreso Interanacional de Matemáticos. En 2012 la nombraron fellow de la American Mathematical Society. En 1999 fue la primera mujer Hardy Lecturer, una distinción de la London Mathematical Society. Es también miembro de la Academia Europaea.
En 2010, fue distinguida con el Premio Berwick Senior de la London Mathematical Society. En 2017 ha recibido de la Sociedad Estadounidense de Matemática el Premio Leroy Steele por su exposición matemática.

## Primera conferencia
- Speech delivered to the American Mathematics Society, Jan. 1991, in San Francisco, on the occasion of receiving the Satter Prize Archivado el 10 de enero de 2014 en Wayback Machine.